# Muravnea, Cervonoarmiisk
Muravnea (în ucraineană Муравня) este un sat în comuna Tetirka din raionul Cervonoarmiisk, regiunea Jîtomîr, Ucraina.

## Demografie
Componența lingvistică a localității Muravnea
     Ucraineană (97,37%)
     Rusă (2,63%)
Conform recensământului din 2001, majoritatea populației localității Muravnea era vorbitoare de ucraineană (97,37%), existând în minoritate și vorbitori de rusă (2,63%).